# Sinésio (conde das sagradas liberalidades)
Sinésio (em latim: Synesius) foi um oficial bizantino do começo do século V, ativo sob o imperador Teodósio II (r. 408–450).

## Vida
Aparece em 409, quando foi auxiliado por Arsácio e Varanes a conter uma multidão enfurecida que estava em rebelião após uma escassez de alimentos; esse episódio ocorreu em Constantinopla durante a administração do prefeito urbano Monáxio. Segundo lei de 9 de novembro, preservada no Código de Teodósio, foi incumbido com a apuração de roubos de bens imperiais nos portos da cidade; esta lei, contudo, omite seu título.
Seu título de conde das sagradas liberalidades é confirmado em outra lei, de 8 de março de 436, que menciona medidas suas acerca de tinturas púrpura; a julgar pela forma como é mencionado na lei, é provável que já estivesse morto. Sinésio talvez pode ser identificado com o personagem homônimo que esteve entre os vários altos oficiais que receberam cartas de Isidoro de Pelúsio atacando o capadócio Gigâncio.